# Sabine Kogler
Sabine Kogler (* 10. September 1983 in Vomp) ist eine ehemalige österreichische Naturbahnrodlerin. Sie fuhr in fünf Weltcuprennen unter die schnellsten fünf, erreichte im Gesamtweltcup 2000/2001 den sechsten Platz und gewann die Bronzemedaille bei der Junioreneuropameisterschaft 2003. Bei Welt- und Europameisterschaften war ihr bestes Ergebnis ein fünfter Platz 2002.

## Karriere
Sabine Kogler nahm 1999 erstmals an einer internationalen Juniorenmeisterschaft, der Juniorenweltmeisterschaft in Hüttau, teil, wo sie den elften Platz belegte. Im nächsten Winter nahm sie neben der Junioreneuropameisterschaft in Umhausen, wo sie Zehnte wurde, auch an ihrem ersten Titelkampf in der Allgemeinen Klasse, der Weltmeisterschaft 2000 in Olang, teil. Dort erreichte sie ebenfalls den zehnten Platz. Am Beginn des Winters hatte sie in Oberperfuss und Garmisch-Partenkirchen erstmals an zwei Weltcuprennen teilgenommen, die sie an achter und neunter Position beendete. Ab der Saison 2000/2001 war Kogler regelmäßig im Weltcup am Start. Ihre besten Ergebnisse dieses Winters waren zwei fünfte Plätze im Auftaktrennen in Umhausen und beim Finale in Hüttau; zweimal war sie Sechste und einmal Achte, womit sie den sechsten Platz im Gesamtweltcup erreichte. Bei der Weltmeisterschaft 2001 in Stein an der Enns fuhr Kogler auf Platz sechs, während sie bei der Junioreneuropameisterschaft im selben Jahr nur 13. wurde.
In der Saison 2001/2002 konnte Kogler nicht ganz an die Weltcupergebnisse des Vorjahres anschließen. Diesmal waren zwei siebte Plätze in Triesenberg und Železniki ihre besten Ergebnisse, weshalb sie auf den zehnten Rang im Gesamtweltcup zurückfiel. Bei der Europameisterschaft 2002 in Frantschach-Sankt Gertraud erreichte sie hingegen mit Platz fünf – zeitgleich mit Sandra Mariner – ihr bestes Karriereergebnis bei Welt- und Europameisterschaften. Bei der Juniorenweltmeisterschaft 2002 wurde sie ebenfalls Fünfte. In der Weltcupsaison 2002/2003 erreichte Kogler wieder drei Platzierungen unter den schnellsten fünf, wobei sie mit Platz vier in Hüttau das beste Weltcupergebnis ihrer Karriere erzielte. Auf einen Podestplatz fehlten ihr zwölf Hundertstelsekunden. Im Gesamtweltcup belegte sie punktegleich mit der Italienerin Barbara Abart den achten Platz, lediglich zwei Punkte hinter den beiden Sechstplatzierten Renate Gietl und Marlies Wagner. Bei der Weltmeisterschaft 2003 in Železniki kam sie allerdings nur auf den elften Platz, doch bei der Junioreneuropameisterschaft 2003 in Kreuth gewann sie hinter Julija Wetlowa und Barbara Abart die Bronzemedaille.
In der Saison 2003/2004 nahm Sabine Kogler an keinen Wettkämpfen teil und im Winter 2004/2005 startete sie nur im Interkontinentalcup. Ihr Comeback auf der höchsten Wettkampfstufe gab sie Ende Jänner 2006 bei der Europameisterschaft in Umhausen, wo sie den sechsten Platz erreichte. Anschließend nahm sie auch an den letzten drei Weltcuprennen der Saison 2005/2006 teil, bei denen ein sechster Platz ihr bestes Ergebnis war. Nach diesem Winter beendete Kogler ihre Karriere.

## Erfolge

### Weltmeisterschaften
- Olang 2000: 10. Einsitzer
- Stein an der Enns 2001: 6. Einsitzer
- Železniki 2003: 11. Einsitzer

### Europameisterschaften
- Frantschach 2002: 5. Einsitzer
- Umhausen 2006: 6. Einsitzer

### Juniorenweltmeisterschaften
- Hüttau 1999: 11. Einsitzer
- Gsies 2002: 5. Einsitzer

### Junioreneuropameisterschaften
- Umhausen 2000: 10. Einsitzer
- Tiers 2001: 13. Einsitzer
- Kreuth 2003: 3. Einsitzer

### Weltcup
- Viermal unter den besten zehn im Gesamtweltcup
- Fünf Top-5-Platzierungen in Weltcuprennen